# Letteren (wetenschap)
De Letteren is het wetenschappelijke vakgebied dat zich bezighoudt met het onderzoeken van teksten. Teksten moeten hierbij in brede zin worden opgevat. Hierbij worden zowel geschreven als gesproken teksten gebruikt, maar is een film bijvoorbeeld ook een tekst.
Deze wetenschappen komen dus grotendeels overeen met alfawetenschappen of cultuurwetenschappen. Daarbij zijn letteren een onderdeel van de grotere groep geesteswetenschappen.

## Vakgebieden
De faculteit van letteren in klassieke zin kunnen verder worden onderverdeeld in:
- Cultuurwetenschappen
- Geschiedenis
- Klassieke talen
- Kunstgeschiedenis
- Letterkunde (ook wel Literatuurwetenschap genoemd)
- Muziekwetenschap
- Regiostudies, waaronder "Amerikanistiek", "Europese studies", "Indonesische talen en culturen" en "Cypriotische / Griekse talen"
- Taalkunde (ook wel Linguïstiek of Taalwetenschap genoemd)
- Theaterwetenschap
- Talen
- Taal en Cultuurstudies

## Overlappingen
Enkele vakgebieden overlappen en worden tot de letteren, maar ook tot andere stromingen gerekend:
- Archeologie
- Communicatiewetenschap
- Informatiewetenschap